# Samuel Kosciuszko Zook
Samuel Kosciuszko Zook (né Samuel Kurtz Zook, 27 mars 1821 - 3 juillet 1863) est un général de l'Union de la guerre de Sécession, tué au combat lors de la bataille de Gettysburg.

## Avant la guerre
Zook naît à Tredyffrin Township, dans le comté de Chester, Pennsylvanie. Ses parents sont David et Eleanor Stephens Zook, et ses ancêtres paternels sont des adeptes Mennonites. Très jeune, il déménage avec ses parents dans la maison de sa grand-mère maternelle à Valley Forge et l'habitude prise par George Washington de s'y établir l'hiver pendant la guerre d'indépendance américaine est à l'origine de son intérêt pour les questions militaires. Son père, David Zook, a été commandant pendant révolution américaine, alimentant encore plus cet intérêt. Dès qu'il est assez vieux pour porter un fusil, il participe aux activités de la milice locale. À l'âge de 19 ans, il devient lieutenant dans la milice de Pennsylvanie et adjudant du 100e ou 110e Régiment de Pennsylvanie.
Zook entre dans l'industrie naissante du télégraphe, devient un opérateur expérimenté, et travaille avec les équipes pour poser des fils plus loin vers l'ouest jusqu'au fleuve Mississippi. Il déménage à New York en 1846 ou 1851 et devient le surintendant de la compagnie du télégraphe de Washington et de New York. Il a fait plusieurs découvertes dans la science de l'électricité, ce qui lui permet d'acquérir une réputation. Dans la ville de New York, il a également rejoint le 6th New York Gouvernor's Guard (la milice) Regiment et atteint le grade de lieutenant-colonel, au moment où la guerre de Sécession éclate, le 7 juillet 1861.

## Guerre de Sécession
Le 6th New York Militia apporte son aide comme régiment de 90 jours pendant le premier été de la guerre. Zook sert en tant que militaire gouverneur d'Annapolis, recherchant le soutien d'hommes influents sur place pour obtenir un commandement régimentaire. Après avoir été libéré le 31 juillet 1861, il lève le 57th New York Infantry (en) (National Guard Rifles) et en devient colonel le 19 octobre 1861.

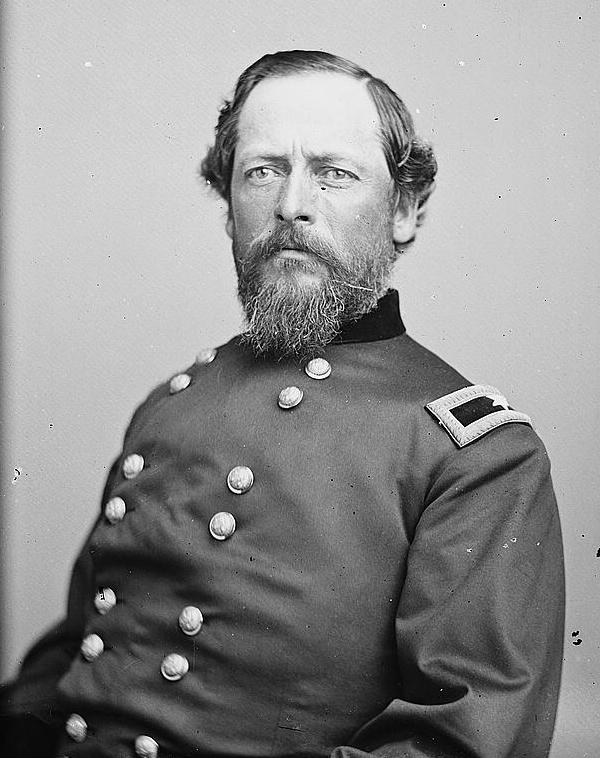
Général Samuel K. Zook

Le premier combat de Zook a lieu pendant la bataille des Sept Jours de 1862. Son régiment est affecté à la brigade de William H. French de la division d'Edwin V. Sumner de l'armée du Potomac, sous les ordres du major général George B. McClellan. Zook effectue personnellement une reconnaissance loin en avant de son régiment à l'approche de la bataille de Gaines's Mill, parvient derrière les lignes ennemies, et constate que le major général confédéré John B. Magruder mène une opération complexe de déception, faisant croire qu'il a beaucoup plus de troupes dans son secteur qu'il n'en a réellement. La découverte de Zook est signalée à McClellan, mais elle est ignorée, et les troupes de l'Union qui pourraient être utilisées avec succès ailleurs sont maintenues sur place.

### Fredericksburg
Zook est obligé de partir en congé de maladie, probablement en raison de rhumatismes chroniques et invalidants, ne participant pas ainsi la bataille d'Antietam. Quand il retourne à l'armée, il prend le commandement de la brigade de French (3rd brigade de la 1st division, II corps) sous les ordres du major général Winfield S. Hancock. La brigade est l'une des premières à arriver à Fredericksburg, en Virginie, et il veut traverser la rivière Rappahannock aussi rapidement que possible, avant que le général confédéré Robert E. Lee ne puisse renforcer la ville et les hauteurs au-dessus. Cependant, le major général Ambrose Burnside commandant l'armée du Potomac empêche le mouvement, voulant attendre que son armée se concentre et reçoive des ponts flottants pour faire la traversée de la rivière. Zook écrit le 10 décembre 1862, « si nous avions eu les ponts flottants promis lorsque nous sommes arrivés ici, nous aurions pu avoir les collines de l'autre côté de la rivière, sans perdre plus de 50 hommes - maintenant, cela en coûtera au moins 10 000 sinon plus ». En attendant l'arrivée des ponts flottants, Zook sert en tant que gouverneur militaire de Falmouth, Virginie.

Lorsque la bataille de Fredericksburg débute sérieusement le 13 décembre 1862, la division de French est la première à mener l'assaut contre Marye's Heights. Après avoir été repoussée avec de lourdes pertes, la division de Hancock se lance en avant avec la brigade de Zook en tête. Le cheval de Zook est abattu sous lui et il est momentanément étourdi, mais réussit à diriger ses hommes à moins de 60 mètres du mur de pierre, une des positions les plus avancées de l'Union lors de la bataille. Sa brigade subit 527 des 12 000 pertes de l'Union de la nuit. Le général Hancock fait l'éloge de l'attaque de Zook pour son « esprit ». Zook écrit ensuite : « Maintenant, par Dieu, si je ne reçois pas mon étoile, je rentre à la maison ». Il est promu brigadier général en mars 1863, avec une date de prise de rang au 29 novembre 1862,. Malgré le succès de sa promotion, cependant, la bataille de Fredericksburg l'affecte profondément : 

« Je marchais sur le champ, à proximité de la ligne de piquets d'ennemi, la nuit dernière vers 3 heures. Le sol était jonché des corps des héros qui avaient péri là le samedi. Je n'avais jamais réalisé ce qu'était la guerre. Je ne m'étais jamais senti aussi horriblement depuis ma naissance. De voir des hommes mis en pièces par des tirs et se faire écharper par des obus dans la chaleur et le fracas de la bataille est suffisamment dur, dieu le sait, mais marcher seul parmi les braves massacrés dans les « toutes premières heures » de la nuit transformerait le plus courageux des hommes en « bleu ». Grâce à Dieu que je ne renouvelle jamais mon expérience de la nuit dernière. »

— Samuel K. Zook, lettre à E. I. Wade, 16 décembre 1862.
Lors de la bataille de Chancellorsville, en mai 1863, la brigade de Zook combat sur la ligne défensive autour de Chancellor Mansion, mais face à l'est, où le combat est plus faible et ses hommes ne subissent que seulement 188 pertes. De nouveau handicapé par les rhumatismes, il part en congé de maladie à Washington, et rejoint sa brigade, à la fin du mois de juin pour marcher en Pennsylvanie lors la campagne de Gettysburg.

### Gettysburg

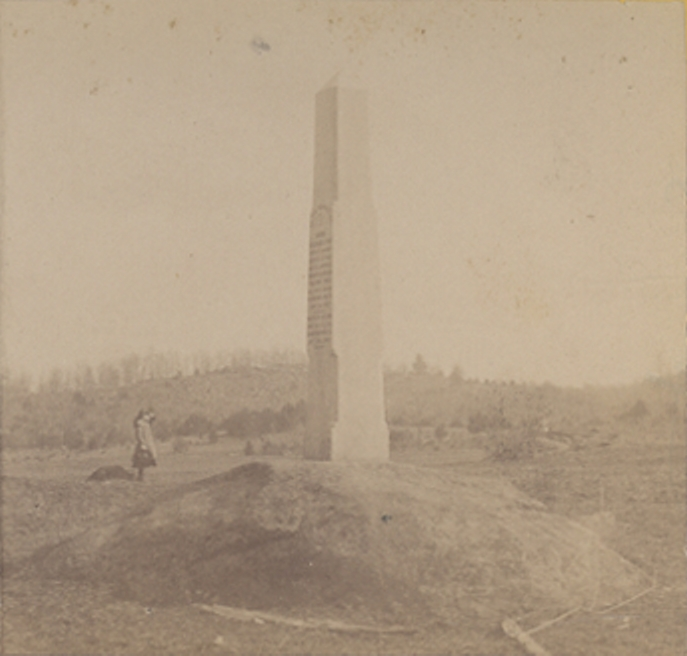
Monument de Zook Monument, le champ de blé, champ de bataille de Gettysburg.

Le 2 juillet 1863, le deuxième jour de la bataille de Gettysburg, la division du brigadier général John C. Caldwell, dont la brigade de Zook, est envoyée pour renforcer l'effondrement de la ligne du IIIe corps qui a été attaquée par le corps confédéré du lieutenant général James Longstreet. Zook est dirigé par l'un des officiers d'état-major du IIIe corps vers le champ de blé pour renforcer la brigade du colonel Régis de Trobriand et pour combler un écart de près de Stony Hill. Zook, à cheval, mène ses hommes en haut de la colline, ce qui attire l'attention des hommes avancés des régiments du 3rd et du 7th South Carolina Infantry, de la brigade de Joseph B. Kershaw. Il est frappé par des tirs de fusil dans l'épaule, à la poitrine et à l'abdomen, et est emmené derrière les lignes pour être soigné à un poste de péage sur le Baltimore Pike. Il meurt de ses blessures le 3 juillet, et est enterré à l'endroit où sera enterré plus tard le général Winfield Scott Hancock dans le cimetière de Montgomery (en) dans le township de West Norriton, dans le comté de Montgomery, près de Norristown (Pennsylvanie). Il est breveté major-général à titre posthume pour son action à Gettysburg, accordé à partir du 2 juillet. Un petit monument près de la route du champ de blé commémore la mort de Zook.
Un de ses soldats du 57th New York décrit plus tard Zook comme « un bon adepte de la discipline ; il détestait la lâcheté et les faux-semblants ; n'avait pas de patience avec un homme qui avait négligé le service ; était direct, un peu sévère, mais avait bon cœur... soldat né, rapide intellectuellement, et absolument sans peur. »